# Rally de Córcega de 1986
El Rally de Córcega de 1986, oficialmente 30ème Tour de Corse - Rallye de France, fue la 30.ª edición y la quinta ronda de la temporada 1986 del Campeonato Mundial de Rally. Se disputó entre el jueves 1 de mayo y el sábado 3 de mayo de ese año y contó con un itinerario de treinta tramos sobre asfalto que sumaban un total de 1022 km cronometrados. El vencedor fue el francés Bruno Saby a bordo de un Peugeot 205 Turbo 16, aunque esta edición fue más recordada por los trágicos sucesos que ocurrieron y sus posteriores consecuencias, que por sus resultados deportivos. 
Durante la disputa del tramo número dieciocho, el piloto Henri Toivonen que venía liderando el rally desde el cuarto tramo, marcando el mejor tiempo en doce tramos, sufrió una salida de pista con su Lancia Delta S4 precipitándose por un barranco que causó un incendio al instante donde murieron él y su copiloto Sergio Cresto. Inmediatamente los equipos oficiales se retiraron en señal de duelo y posteriormente tras el término de la temporada, la FISA decidió prohibir los Grupo B para el año siguiente.

## Antecedentes
El Rally de Córcega ya había sido testigo de un accidente mortal. Justo un año antes, en 1985 el piloto Attilio Bettega fallecía tras salirse de la carretera y chocar contra un árbol mientras pilotaba un Lancia 037. Su copiloto Maurizio Perissinot resultaba ileso.
La temporada 1986 del campeonato mundial, comenzaba en el Rally de Montecarlo  donde vencía precisamente el finlandés Henri Toivonen, que a posteriori resultaría la última victoria en su carrera. Tras Suecia, donde venció Juha Kankkunen, se disputó el Rally de Portugal donde se produjeron el primero de los incidentes que luego resultarían en la prohibición de los Grupo B: una salida de carretera del portugués Joaquim Santos con su Ford RS200 provocó la muerte de tres espectadores y más de una treintena de heridos. La cuarta ronda y antes de la cita corsa, se disputó el Rally Safari donde vencía Björn Waldegård,  que no había disputado las tres primeras citas del calendario, colocándose quinto del mundial, mientras que Kankkunen conservaba el liderato del mundial con 36 puntos, seguido de Alén con 27 y Toivonen con 20.

## Desarrollo
En Córcega se presentaron los equipos oficiales: Lancia que alineó tres Delta S4 para Markku Alén, Henri Toivonen y Massimo Biasion; Peugeot con tres 205 T16 para Timo Salonen, Michele Mouton y Bruno Saby, este último en lugar de Kankkunen que no acudía a la cita; Rover con tres MG Metro 6R4 para Tony Pond, Malcom Wilson y Didier Auriol; Renault con un Renault 11 Turbo en manos de Jean Ragnotti y Volkswagen con dos Golf de grupo A para Franz Wittman y Kenneth Eriksson. El equipo satélite de Lancia, Jolly Club, inscribió tres Fiat Uno para Giovanni del Zoppo, Michele Raymeri y Alessandro Fiorio. Quien no acudía a la cita era Audi.

### Lista de inscritos

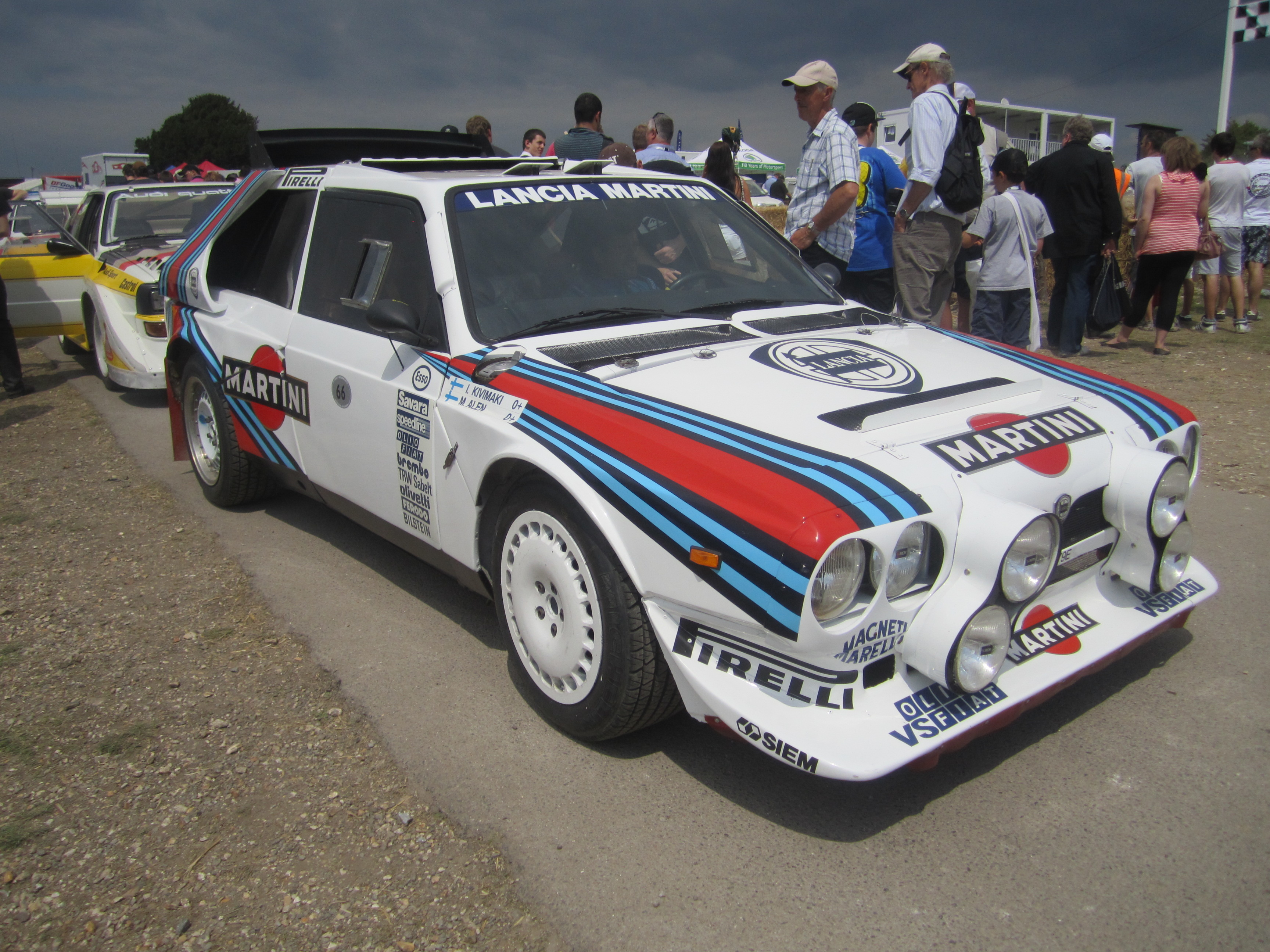
Lancia Delta S4 de Markku Alén. Su compañero de equipo Toivonen perdió la vida en un Delta S4 similar, del que no se pudieron rescatar más que los restos calcinados.

| Lista de inscritos (solo se muestran los diecinueve primeros) | Lista de inscritos (solo se muestran los diecinueve primeros) | Lista de inscritos (solo se muestran los diecinueve primeros) | Lista de inscritos (solo se muestran los diecinueve primeros) | Lista de inscritos (solo se muestran los diecinueve primeros) |
| N.º                                                           | Piloto                                                        | Copiloto                                                      | Automóvil                                                     | Equipo                                                        |
| ------------------------------------------------------------- | ------------------------------------------------------------- | ------------------------------------------------------------- | ------------------------------------------------------------- | ------------------------------------------------------------- |
| 1                                                             | Markku Alén                                                   | Ilkka Kivimäki                                                | Lancia Delta S4                                               | Martini Lancia                                                |
| 2                                                             | Timo Salonen                                                  | Seppo Harjanne                                                | Peugeot 205 Turbo 16 E2                                       | Peugeot Talbot Sport                                          |
| 3                                                             | Tony Pond                                                     | Arthur Rob                                                    | MG Metro 6R4                                                  | Austin Rover World Championship Team                          |
| 4                                                             | Henri Toivonen                                                | Sergio Cresto                                                 | Lancia Delta S4                                               | Martini Lancia                                                |
| 5                                                             | Bruno Saby                                                    | Jean-Francois Fauchille                                       | Peugeot 205 Turbo 16 E2                                       | Peugeot Talbot Sport                                          |
| 6                                                             | Massimo Biasion                                               | Tiziano Siviero                                               | Lancia Delta S4                                               | Martini Lancia                                                |
| 7                                                             | Jean Ragnotti                                                 | Gilles Thimonier                                              | Renault 11 Turbo                                              | Renault Elf Philips                                           |
| 8                                                             | Giovanni del Zoppo                                            | Loris Roggia                                                  | Fiat Uno Turbo                                                | Jolly Club                                                    |
| 9                                                             | Malcom Wilson                                                 | Harris Nigel                                                  | MG Metro 6R4                                                  | Austin Rover World Championship Team                          |
| 10                                                            | Michele Mouton                                                | Fabrizia Pons                                                 | Peugeot 205 Turbo 16 E2                                       | Peugeot Talbot Sport                                          |
| 11                                                            | Francois Chatriot                                             | Michel Perin                                                  | Renault 5 Maxi Turbo                                          | Société Diac                                                  |
| 12                                                            | Didier Auriol                                                 | Bernard Occelli                                               | MG Metro 6R4                                                  | Austin Rover World Championship Team                          |
| 14                                                            | Yves Loubet                                                   | Jean- Marc Andrie                                             | Alfa Romeo GTV6                                               | Yves Loubet                                                   |
| 15                                                            | Bertrand Balas                                                | Eric Laine                                                    | Alfa Romeo GTV6                                               | Bertrand Balas                                                |
| 16                                                            | Alain Oreille                                                 | Sylvie Oreille                                                | Renault 11 Turbo                                              | Alain Oreille                                                 |
| 17                                                            | Franz Wittman                                                 | Matthias Feltz                                                | Volkswagen Golf GTi                                           | Volkswagen Motorsport                                         |
| 18                                                            | Michele Raymeri                                               | Carlo Cassina                                                 | Fiat Uno Turbo                                                | Jolly Club                                                    |
| 19                                                            | Kenneth Eriksson                                              | Peter Diekmann                                                | Volkswagen Golf GTi                                           | Volkswagen Motorsport                                         |

| Ver listado completo | Ver listado completo    | Ver listado completo      | Ver listado completo     | Ver listado completo  |
| N.º                  | Piloto                  | Copiloto                  | Automóvil                | Equipo                |
| -------------------- | ----------------------- | ------------------------- | ------------------------ | --------------------- |
| 20                   | Bernard Donguès         | Roselyne Prioux           | Renault 5 Turbo          | Donguès               |
| 21                   | Paul Gardere            | Jean-Louis Bufferne       | Peugeot 205 Turbo 16     | Paul Gardere          |
| 22                   | J. Casabianca           | Giovanangelli             | Peugeot 205 Turbo 16     | J. Casabianca         |
| 23                   | Franck Metiffiot        | Philippe Bouvier          | Peugeot 205 Turbo 16     | Franck Metiffiot      |
| 24                   | Christian Gardavot      | Remy Levivier             | Porsche 911 SC           | Christian Gardavot    |
| 25                   | Giovanni Recordati      | Freddy Delorme            | Opel Manta 400           | Giovanni Recordati    |
| 26                   | "Panic"                 | Dominique Bouteloup       | Peugeot 205 Turbo 16     | "Panic"               |
| 27                   | Izé de Castelli         | 'Marquetou'               | Lancia Rally 037         | de Castelli           |
| 28                   | Patrick Théveneau       | Maurice Gelin             | Renault 5 Turbo          | Theveneau             |
| 29                   | Paul Rouby              | Jean-Louis Martin         | Renault 5 Turbo          | Paul Rouby            |
| 30                   | Jean-Jacques Paoletti   | Claude Santucci           | Renault 5 Turbo          | Jean-Jacques Paoletti |
| 31                   | Jean-Pierre Manzagol    | Jean-Louis Angelini       | Renault 5 Turbo          | Jean-Pierre Manzagol  |
| 32                   | Claude Balesi           | Jean-Paul Cirindini       | Renault 5 Turbo          | Claude Balesi         |
| 33                   | Michel Murroni          | Marythe Murroni           | Renault 5 Turbo          | Michel Murroni        |
| 34                   | Marc Valliccioni        | Christine Bernardini      | Renault 5 Turbo          | Vallicioni            |
| 35                   | Jean-Claude Torre       | Patrick de la Foata       | Renault 5 Turbo          | Jean-Claude Torre     |
| 36                   | Jean-Laurent Pinelli    | Jean-Baptiste Giffon      | Renault 5 Turbo          | Jean-Laurent Pinelli  |
| 37                   | Jean-François Andreucci | Charles-Napoléon Sacchi   | Renault 5 Turbo          | Andreucci             |
| 38                   | Michel Neri             | Roch Demedardi            | Renault 5 Turbo          | Michel Neri           |
| 39                   | Pierre Campana          | Robert Moracchini         | Renault 5 Turbo          | Pierre Campana        |
| 40                   | Didier Gay              | Pascal Leray              | Renault 5 Turbo          | Didier Gay            |
| 41                   | Julien Barbolosi        | Jean-François Peretti     | Renault 5 Turbo          | Barbolosi             |
| 42                   | Roland Muller           | Jean-François Berthiaud   | Renault 5 Turbo          | Muller                |
| 43                   | Pierre Salini           | François Salini           | Citroën Visa             | Salini                |
| 44                   | Pascal Damiani          | Patrick Buresi            | Citroën Visa             | Damiani               |
| 45                   | José Casabianca         | Annie Cahaigne            | Talbot Samba             | Casabianca            |
| 46                   | Jacky Touron            | Jean-Sebastien Antoniotti | Talbot Samba             | Jacky Touron          |
| 47                   | Gilbert Casanova        | Philippe Martini          | Talbot Samba             | Gilbert Casanova      |
| 48                   | Gerard Boin             | André Pasturel            | Citroën Visa Trophée     | Gerard Boin           |
| 49                   | Francois Leandri        | Gilbert Luigi             | Talbot Samba             | Francois Leandri      |
| 50                   | Jean-Jacques Ceccaldi   | Christian Farinacci       | Talbot Samba             | Jean-Jacques Ceccaldi |
| 51                   | Laurent Albertini       | Ange Pasquali             | Alfa Romeo GTV6          | Laurent Albertini     |
| 52                   | Alessandro Fiorio       | Luigi Pirollo             | Fiat Uno Turbo           | Jolly Club            |
| 53                   | Laurent Poggi           | Jean-Paul Chiaroni        | Volkswagen Golf GTi      | Laurent Poggi         |
| 54                   | Jose Murati             | Gerard Villanova          | Opel Manta               | Jose Murati           |
| 55                   | Pierre Fazi             | Roger Tafani              | Opel Ascona              | Pierre Fazi           |
| 56                   | Guy Fiori               | Jean-Paul Stefani         | Opel Manta               | Guy Fiori             |
| 57                   | Max Chazot              | Jose Boyer                | Opel Ascona              | Max Chazot            |
| 58                   | Pierre Byrde            | Jean-Paul Mariani         | Renault 5 Alpine Turbo   | Pierre Byrde          |
| 59                   | Jean-François Goutard   | Nicole Dardennes          | Fiat Ritmo Abarth 130 TC | Goutard               |
| 60                   | Jean-Luc Mondoloni      | Jean-Paul Acciari         | Opel Ascona              | Jean-Luc Mondoloni    |
| 61                   | Jean-Charles Luciani    | François Ceccaldi         | Volkswagen Golf GTI      | Jean-Charles Luciani  |
| 62                   | Jean-Pierre Rocle       | Michel Galle              | Volkswagen Golf GTi      | Jean-Pierre Rocle     |
| 63                   | Robert Simac            | Pierra Simac              | Volkswagen Golf GTi      | Robert Simac          |
| 64                   | Joseph Rossi            | Jean-Pierre Fattaccio     | Renault 5 GT Turbo       | Joseph Rossi          |
| 65                   | Bruno Bastide           | Catherine Bastide         | Volkswagen Golf GTi      | Bruno Bastide         |
| 66                   | Sauveur Culeddu         | Bruno Marrazzo            | Renault 5 Alpine Turbo   | Sauveur Culeddu       |
| 67                   | Felix Lucrezi           | Laurent Vitali            | Renault 5 GT Turbo       | Felix Lucrezi         |
| 68                   | Klaus Fritzinger        | Lutz Hage                 | Toyota Corolla           | Klaus Fritzinger      |
| 69                   | Jean-Claude Ballester   | Frédéric Rubio            | Peugeot 205 GTI          | Jean-Claude Ballester |
| 70                   | Jean-Charles Silvani    | Christian Cojean          | Toyota Corolla           | Jean-Charles Silvani  |
| 71                   | Bernard Maurel          | Chantal Morgan            | Toyota Corolla           | Bernard Maurel        |
| 72                   | Jean-Noël Pierazzi      | Louis Pierazzi            | Ford Fiesta XR2          | Jean-Noël Pierazzi    |
| 73                   | Leo Barthes             | Charly Lucchini           | Ford Fiesta XR2          | Leo Barthes           |
| 74                   | Antoine Cucchi          | François Renucci          | Volkswagen Golf GTi      | Antoine Cucchi        |
| 75                   | Frederick Baca          | Pascal Merli              | Peugeot 205 GTI          | Frederick Baca        |
| 76                   | José Tarsitano          | Franck Rocchetti          | Mazda 323                | José Tarsitano        |
| 77                   | ?                       | ?                         | ?                        | ?                     |
| 78                   | François Bassoul        | Paul Giacomoni            | Talbot Samba             | François Bassoul      |
| 79                   | Jean-Paul Angeletti     | Marcaggi                  | Peugeot 205 GTI          | Jean-Paul Angeletti   |
| 80                   | Paul Mariani            | Louis Mariani             | Talbot Samba             | Paul Mariani          |
| 81                   | Pascal Vezzaro          | Gilles Danesi             | Talbot Samba Rallye      | ?                     |
| 82                   | Dominique Usciati       | Jean-Paul Martinetti      | Talbot Samba             | Usciati               |
| 83                   | Patrick Poggi           | Patrick Therry            | Talbot Samba             | Poggi                 |
| 84                   | Jean-Marc Texier        | Luc Taveneau              | Mercedes Benz 190        | Texier                |
| 85                   | Patrick Bernardini      | Jose Bernardini           | BMW 325i                 | Patrick Bernardini    |
| 86                   | ?                       | ?                         | ?                        | ?                     |
| 87                   | Jean-Pierre Istria      | Pozzo di Borgo            | Alfa Romeo GTV6          | Jean-Pierre Istria    |
| 88                   | Jerome Meudec           | Jean Degentili            | BMW 325i                 | Jerome Meudec         |
| 89                   | Patrick Altana          | Herve Mayans              | BMW 325i                 | Patrick Altana        |
| 90                   | Charles Giacomoni       | Christophe Pelegrin       | Renault 5 GT Turbo       | Charles Giacomoni     |
| 91                   | Jean-Claude Laurent     | Paul Cianfarani           | Renault 5 GT Turbo       | Jean-Claude Laurent   |
| 92                   | Jean-Luis Fabre         | Christian Fabre           | Renault 5 GT Turbo       | Jean-Luis Fabre       |
| 93                   | Philippe Thiry          | Josiane Roissard          | Renault 5 GT Turbo       | Philippe Thiry        |
| 94                   | Alain Garçon            | icole Garçon              | Renault 5 GT Turbo       | Alain Garçon          |
| 95                   | J.P. Leude              | F. Souquet                | Renault 5 GT Turbo       | J.P. Leude            |
| 96                   | Espino                  | Santoni                   | Renault 5 GT Turbo       | Espino                |
| 97                   | Papini                  | Pisano                    | Renault 5 Alpine Turbo   | Papini                |
| 98                   | C. Borelli              | J. Vallicioni             | Renault 5 Alpine Turbo   | C. Borelli            |
| 99                   | Salasca                 | Hosi                      | Renault 5 GT Turbo       | Salasca               |
| 100                  | Cancellieri             | Grazzi                    | Renault 5 Alpine Turbo   | Cancellieri           |
| 101                  | Jean-Claude Leca        | Xavier Pierlovisi         | Opel Kadett GSi          | Jean-Claude Leca      |
| 102                  | Boschetti               | Filippi                   | Renault 5 Alpine Turbo   | Boschetti             |
| 103                  | Couet                   | Barbe                     | Renault 5 GT Turbo       | Couet                 |
| 104                  | Jean-Paul Ayme          | Roger                     | Renault 5 GT Turbo       | Jean-Paul Ayme        |
| 105                  | Ucelli                  | Susini                    | Renault 5 Alpine Turbo   | Ucelli                |
| 106                  | J-M Pisano              | J. Torre                  | Volkswagen Golf GTi      | J-M Pisano            |
| 107                  | Jongerlinck             | D. Chapotot               | Renault 5 GT Turbo       | Jongerlinck           |
| 108                  | Vallicioni              | Vallicioni                | Volkswagen Golf GTi      | Vallicioni            |
| 109                  | Piredou                 | Pedranghi                 | Renault 5 GT Turbo       | Piredou               |
| 110                  | Pierre Pagani           | Xavier Carlotti           | Lancia Y10               | Pierre Pagani         |
| 111                  | Didier Dall'Agnol       | Joelle Klie               | Peugeot 205 GTI          | Didier Dall'Agnol     |
| 112                  | Therond                 | Biet                      | Peugeot 205 GTI          | Therond               |
| 113                  | Martinetti              | "Jaca"                    | Peugeot 205 GTI          | Martinetti            |
| 114                  | Serpaggi                | A. Buresi                 | Lancia Y10               | Serpaggi              |
| 115                  | Peslage                 | Beaubrun                  | Peugeot 205 GTi          | Peslage               |
| 116                  | Jean-Marie Santoni      | Noel Giudicelli           | Peugeot 205 GTI          | Jean-Marie Santoni    |
| 117                  | Nicoli                  | Benedett                  | Peugeot 205 GTI          | Nicoli                |
| 118                  | Henri Cabaniols         | Regine Cabaniols          | Peugeot 205 GTI          | Henri Cabaniols       |
| 119                  | ?                       | ?                         | ?                        | ?                     |
| 120                  | F. Albertini            | J. Luciani                | Peugeot 205 GTI          | F. Albertini          |
| 121                  | ?                       | ?                         | ?                        | ?                     |
| 122                  | Corsini                 | Lemeur                    | Peugeot 205 GTI          | Corsini               |
| 123                  | Jean Marchini           | Armand Diquirico          | Peugeot 205 GTI          | Jean Marchini         |
| 124                  | Giusti                  | Sallembi                  | Peugeot 205 GTI          | Giusti                |
| 125                  | ?                       | ?                         | ?                        | ?                     |
| 126                  | Marie France Bizzari    | M-A Bizzari               | Peugeot 205 GTI          | arie France Bizzari   |
| 127                  | Marcaggi                | Olari                     | Talbot Samba             | Marcaggi              |
| 128                  | Louis Pieri             | Christian Colonna         | Talbot Samba             | Pieri                 |
| 129                  | Jean-Marc Sechi         | Jean-Nicolas Leca         | Talbot Samba             | Secchi                |

### Día 1
Antes del comienzo de la carrera algunos pilotos, molestos por la dificultad de la misma, pidieron la anulación de algunos tramos, petición que no fue atendida e incluso el presidente de la FISA, Balestre se mostró contrario a cualquier tipo de concesión.
El primer día del rally, que comenzaba con el tramo Verghia-Pont de la Masina, tanto Alén como Toivonen se pasaron de frenada en un cruce con lo que Bruno Saby marcaba el mejor tiempo, con su Peugeot 205 Turbo 16, situándose líder provisional. Salonen marcaría el mejor tiempo en el segundo tramo y posteriormente Toivonen lo haría en el tercero, situándose en cabeza de carrera, que no abandonaría hasta el trágico accidente.

### Día 2
El segundo día de rally, comenzó con la suspensión del primer tramo, disputándose entonces el Sainte Florent - Col de San Stefano, donde Saby volvió a marcar el mejor tiempo. Posteriormente Henri Toivonen, lideraría en todos los tramos y se situó líder con una ventaja de 2 minutos 45 segundos sobre Bruno Saby, hasta la especial dieciocho, Corte-Taverna, donde se salió. Poco antes de que Henri tomara la salida dijo:

Esto ya no es un rally. Es una locura. Afortunadamente, la victoria está casi conseguida
Henri Toivonen, 2 de mayo de 1986 

En la meta del tramo, donde se encontraban periodistas y asistentes, comenzaron a inquietarse, ya que el Lancia Delta S4 de Toivonen se retrasaba. Los rumores comenzaron a llegar, se especulaba que el dorsal número 4 se había estrellado. Poco después se confirmaba la noticia, el Delta se había salido de la carretera provocando una explosión y las muertes repentinas de Toivonen y Cresto. El accidente no fue presenciado por nadie, tan solo un videoaficionado pudo grabar desde lejos el estallido y la humareda entre la arboleda.
Bruno Saby que había salido un minuto después de Toivonen llegó al lugar del accidente poco después y posteriormente su copiloto Fauchille declaró:

No pudimos hacer nada. El coche ardía con los cuerpos en el interior. Nos sentimos impotentes.
Jean-Francois Fauchille, 1986.

Inmediatamente se neutralizó el tramo y los dispositivos de emergencia se acercaron hasta la curva donde el Delta se había salido, pero nada pudieron hacer, más que apagar las llamas y certificar las muertes de sus ocupantes. El depósito de gasolina del Delta, que estaba fabricado en kevlar y titanio había estallado provocando la explosión.
Una de las primeras reacciones tras el accidente fue la prohibición de los Grupo B y de la cancelación de los Grupo S, que se estaban desarrollando como sustitutos de estos, por parte del presidente de la FISA, Jean-Marie Balestre que declaró:

[Estoy] consternado por la muerte de Toivonen y Cresto, y más cuando ambos estaban teniendo una actuación memorable. El automovilismo, y sobre todo el Tour de Corse, exige este caro tributo, pero no por ello hay que poner fin a los rallies.
Jean Marie Balestre, 1986.

El director deportivo de Lancia, declaró:

Habrá que tomar medidas para impedir que persista este desequilibrio de fuerzas entre los vehículos, la carretera y los pilotos. Ninguno de los tres parámetros es responsable de tragedias como esta por separado, sino en conjunto, y debido al desfase que apunto. Una buena medida sería la de limitar la potencia de motorers.
Cesare Fiorio, 1986.

#### Especulaciones y consecuencias
Tras el accidente la organización de la prueba publicó el siguiente comunicado:

En el tramo 18 (Corte-Taverna), prueba cronometrada sobre 26,84 Km., el vehículo número 4, pilotado por el finlandés Henri Toivonen se salió de la calzada cuando había cubierto 7 kilómetros después de la salida. 
El vehículo salió disparado en una curva hacia la izquierda, chocando contra unos árboles que se hallaban a unos 4 metros. Prendió fuego de inmediato y se quemó por completo, al igual que los árboles a sus alrededores. El ingeniero italiano Gabriele Cadringher, de la FISA, señaló, tras efectuar el pertinente examen de los restos del vehículo, que toda la carrocería quedó destruida y que únicamente se salvaron el chasis y las barras de seguridad, que, sin embargo, estaban deformadas.
Después de conocer el percance, el equipo Lancia Martini, al que pertenecían los fallecidos Henri Toivonen y su copiloto Sergio Cresto, decidió retirarse de la competición.

La causa del accidente de Toivonen se desconoce, y desde entonces se ha especulado la causa del mismo. Por un lado, se decía que Toivonen no se encontraba bien de salud, que había competido con fiebre y que los medicamentos que había tomado le causaron alguna distracción o somnolencia, basándose en el hecho de que se confundió en el parque cerrado al subirse al coche de Alén en lugar del suyo, y por otro se creía que la repentina llovizna hizo perder adherencia al Delta S4 que competía con neumáticos lisos.
Como consecuencia del fatal desenlace del rally, la organización decidió no volver a adjudicar el dorsal n.º 4 a ningún participante en ediciones posteriores. En el lugar del accidente, se dice que quien habita cerca del lugar pone flores cada día y una botella de Martini donde hoy se encuentra un pequeño monumento a Henri y Sergio.

### Día 3
Aunque los tres últimos tramos del viernes se cancelaron, el rally se continuó corriendo, completando los últimos diez tramos del sábado. Bruno Saby marcó el mejor tiempo en todos, exceptuando el último, proclamándose así vencedor del 30ème Tour de Corse - Rallye de France y situándose tercero del mundial a diez puntos del líder, Juha Kankkunen. Suponía la primera victoria de su carrera en el mundial para Saby y su segundo podio, tras el obtenido el año anterior también en Córcega.

## Itinerario y ganadores

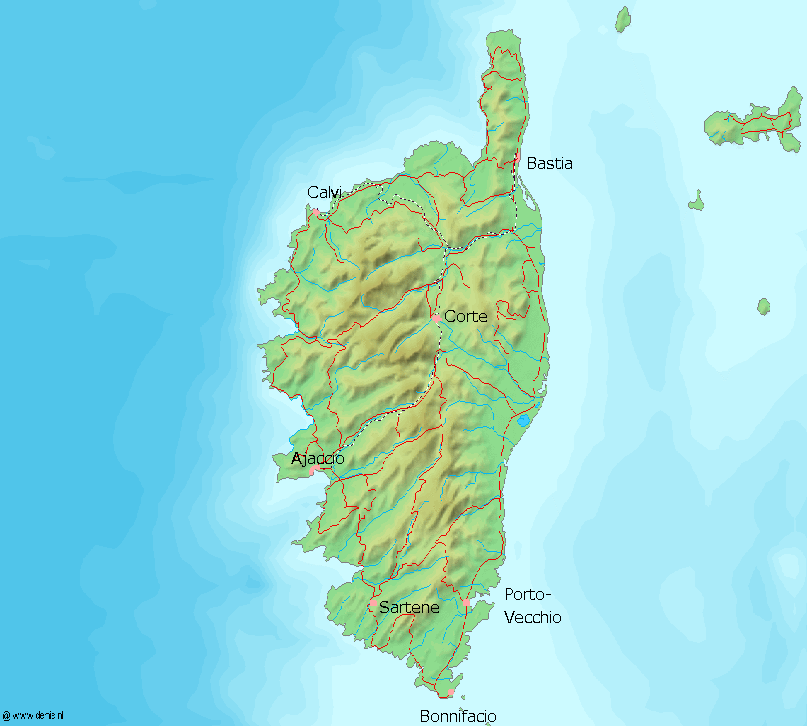
Toivonen y Cresto perdieron vida en el tramo que transcurría por Corte, en el centro de la isla.

La organización presentó una prueba que constaba de 30 tramos, sumando un total de 1551 km cronometrados, aunque debido a la cancelación de cuatro solo se recorrieron 1022,80 km, a disputar durante los días 1, 2 y 3 de mayo.
| Día                     | Tramo                               | Nombre                                 | Distancia      | Ganador           | Tiempo     | Veloc. media | Rally líder    |
| ----------------------- | ----------------------------------- | -------------------------------------- | -------------- | ----------------- | ---------- | ------------ | -------------- |
| Día 1 Jueves 1 de mayo  | SS1                                 | Verghia - Pont de la Masina            | 38.09 km       | Bruno Saby        | 24:48      | 92.15 km/h   | Bruno Saby     |
| Día 1 Jueves 1 de mayo  | SS2                                 | Sainte Marie Sicche - Moca 1           | 23.96 km       | Timo Salonen      | 16:09      | 89.02 km/h   | Bruno Saby     |
| Día 1 Jueves 1 de mayo  | SS3                                 | Petreto - Aullene 1                    | 25.33 km       | Henri Toivonen    | 12:55      | 117.66 km/h  | Timo Salonen   |
| Día 1 Jueves 1 de mayo  | SS4                                 | Zerubia - Sante Giulia                 | 30.60 km       | Henri Toivonen    | 17:53      | 102.67 km/h  | Henri Toivonen |
| Día 1 Jueves 1 de mayo  | SS5                                 | Sartene - Zonza                        | 44.23 km       | Henri Toivonen    | 27:18      | 97.21 km/h   | Henri Toivonen |
| Día 1 Jueves 1 de mayo  | SS6                                 | Aullene - Zivaco                       | 25.33 km       | Timo Salonen      | 16:19      | 93.14 km/h   | Henri Toivonen |
| Día 1 Jueves 1 de mayo  | SS7                                 | Cozzano - Col de la Serra              | 50.84 km       | Henri Toivonen    | 34:43      | 87.87 km/h   | Henri Toivonen |
| Día 1 Jueves 1 de mayo  | SS8                                 | Muracciole - Abbacia                   | 50.00 km       | Henri Toivonen    | 33:37      | 89.24 km/h   | Henri Toivonen |
| Día 1 Jueves 1 de mayo  | SS9                                 | Campo al Quercio - Ponte de Noceta     | 33.63 km       | Henri Toivonen    | 19:30      | 103.48 km/h  | Henri Toivonen |
| Día 1 Jueves 1 de mayo  | SS10                                | Pont d'Altiani - Ponte Sainte Laurent  | 56.01 km       | Henri Toivonen    | 37:36      | 89.38 km/h   | Henri Toivonen |
| Día 1 Jueves 1 de mayo  | SS11                                | Ponte Rosso - Borgo                    | 42.29 km       | Henri Toivonen    | 29:47      | 85.20 km/h   | Henri Toivonen |
| Día 2 Viernes 2 de mayo |                                     |                                        |                |                   |            |              | Henri Toivonen |
| SS12                    | Figarella - Cardo                   | Cancelado                              | Cancelado      | Cancelado         | Cancelado  |              | Henri Toivonen |
| SS13                    | Sainte Florent - Col de San Stefano | 26.81 km                               | Bruno Saby     | 19:52             | 80.97 km/h |              | Henri Toivonen |
| SS14                    | Prunelli - San Pancrazio            | 55.67 km                               | Henri Toivonen | 40:31             | 82.44 km/h |              | Henri Toivonen |
| SS15                    | Folelli - Ste Lucie de Moriani      | 18.49 km                               | Henri Toivonen | 14:29             | 76.60 km/h |              | Henri Toivonen |
| SS16                    | Moriani Plage - Orsoni              | 20.10 km                               | Henri Toivonen | 14:18             | 84.34 km/h |              | Henri Toivonen |
| SS17                    | Campe Militaire Corte               | 58.14 km                               | Henri Toivonen | 39:29             | 88.35 km/h |              | Henri Toivonen |
| SS18                    | Corte - Taverna                     | Cancelado                              | Cancelado      | Cancelado         | Cancelado  |              | Henri Toivonen |
| SS19                    | Moltifao - Speloncato               | Cancelado                              | Cancelado      | Cancelado         | Cancelado  |              | Henri Toivonen |
| SS20                    | Corbara - Calenzana                 | Cancelado                              | Cancelado      | Cancelado         | Cancelado  |              | Henri Toivonen |
| Día 3 Sábado 3 de mayo  | SS21                                | Norte Dame de la Serra - Pont du Fango | 28.77 km       | Bruno Saby        | 17:38      | 97.89 km/h   | Bruno Saby     |
| Día 3 Sábado 3 de mayo  | SS22                                | Fango                                  | 48.59 km       | Bruno Saby        | 34:23      | 84.79 km/h   | Bruno Saby     |
| Día 3 Sábado 3 de mayo  | SS23                                | Sainte Roch - Suaricchio               | 78.19 km       | Bruno Saby        | 1:00:42    | 77.29 km/h   | Bruno Saby     |
| Día 3 Sábado 3 de mayo  | SS24                                | Tavera - Pont de Mezzana               | 30.57 km       | Bruno Saby        | 22:25      | 81.82 km/h   | Bruno Saby     |
| Día 3 Sábado 3 de mayo  | SS25                                | Sainte Marie Sicche - Moca 2           | 23.96 km       | Bruno Saby        | 17:07      | 83.99 km/h   | Bruno Saby     |
| Día 3 Sábado 3 de mayo  | SS26                                | Petreto - Aullene 2                    | 20.03 km       | Bruno Saby        | 14:05      | 85.33 km/h   | Bruno Saby     |
| Día 3 Sábado 3 de mayo  | SS27                                | Sorbolano - Sante Giulia               | 35.59 km       | Bruno Saby        | 23:47      | 89.79 km/h   | Bruno Saby     |
| Día 3 Sábado 3 de mayo  | SS28                                | Calvese - Agosta Plage                 | 38.69 km       | Bruno Saby        | 25:37      | 90.62 km/h   | Bruno Saby     |
| Día 3 Sábado 3 de mayo  | SS29                                | Plaine de Peri - Capiglioli            | 35.73 km       | Bruno Saby        | 26:16      | 81.62 km/h   | Bruno Saby     |
| Día 3 Sábado 3 de mayo  | SS30                                | Liamone - Suaricchio                   | 83.16 km       | Francois Chatriot | 1:07:19    | 74.12 km/h   | Bruno Saby     |

### Ganadores de tramos
| # | Piloto            | Total |
| - | ----------------- | ----- |
| 1 | Henri Toivonen    | 12    |
| 2 | Bruno Saby        | 11    |
| 3 | Timo Salonen      | 2     |
| 4 | Francois Chatriot | 1     |

## Clasificación final
El vencedor fue Bruno Saby, con su Peugeot 205 Turbo 16 E2, logrando la primera victoria de su carrera en el mundial, seguido de Francois Chatriot con un Renault 5 Maxi Turbo, que se subía por primera vez su carrera al podio, y tercero Yves Loubet con un Alfa Romeo GTV6, que conseguía también su primer podio en el mundial. Por su parte, Jean Ragnotti, ganador del rally en 1982 y 1985 finalizaba en la cuarta posición. El sueco Kenneth Eriksson fue el único no francés en finalizar la carrera.
En total 31 participantes finalizaron y 129 se retiraron por diferentes motivos, entre ellos: Toivonen por accidente y los pilotos del equipo Lancia y Jolly Club que se retiraron tras el mismo: Markku Alen, Massimo Biasion y Alex Fiorio.

### Clasificación general
| Pos. | Piloto                     | Copiloto                | Automóvil               | Tiempo   | Diferencia | Puntos |
| ---- | -------------------------- | ----------------------- | ----------------------- | -------- | ---------- | ------ |
| 1.   | Bruno Saby                 | Jean-Francois Fauchille | Peugeot 205 Turbo 16 E2 | 11:52.44 | -          | 20     |
| 2.   | Francois Chatriot          | Michel Perin            | Renault 5 Maxi Turbo    | 12:06.32 | +0:13.48   | 15     |
| 3.   | Yves Loubet                | Jean-Marc Andrie        | Alfa Romeo GTV6         | 12:45.59 | +0:53.15   | 12     |
| 4.   | Jean Ragnotti              | Gilles Thimonier        | Renault 11 Turbo        | 12:56.12 | +1:03.28   | 10     |
| 5.   | Jean-Claude Torre          | Patrick de la Foata     | Renault 5 Turbo         | 13:02.33 | +1:09.49   | 8      |
| 6.   | Paul Rouby                 | Jean-Louis Martin       | Renault 5 Turbo         | 13:03.48 | +1:11.04   | 6      |
| 7.   | Michel Neri                | Roch Demedardi          | Renault 5 Turbo         | 13:08.00 | +1:15.16   | 4      |
| 8.   | Kenneth Eriksson           | Peter Diekmann          | Volkswagen Golf GTi     | 13:21.21 | +1:28.37   | 3      |
| 9.   | Gilbert Casanova           | Philippe Martini        | Talbot Samba            | 13:21.32 | +1:28.48   | 2      |
| 10.  | Christian Gardavot         | Remy Levivier           | Porsche 911 SC          | 13:27.40 | +1:34.56   | 1      |
| 11.  | Patrick Bernardini         | José Bernardini         | BMW 325i                | 13:33.53 | +1:41.09   |        |
| 12.  | Laurent Poggi              | Jean-Paul Chiaroni      | Volkswagen Golf GTI 16V | 13:36.05 | +1:43.21   |        |
| 13.  | José Murati                | Gérard Villanova        | Opel Manta              | 13:52.55 | +2:00.11   |        |
| 14.  | Pierre Campana             | Robert Moracchini       | Renault 5 Turbo         | 13:57.36 | +2:04.52   |        |
| 15.  | 'Panic'                    | Dominique Bouteloup     | Peugeot 205 Turbo 16    | 14:01.51 | +2:09.07   |        |
| 16.  | Jean-Jacques Ceccaldi      | Christian Farinacci     | Talbot Samba Rallye     | 14:02.04 | +2:09.20   |        |
| 17.  | Jean-Marie Santoni         | Noël Giudicelli         | Peugeot 205 GTI         | 14:12.13 | +2:19.29   |        |
| 18.  | Patrick Altana             | Hervé Mayans            | BMW 325i                | 14:20.59 | +2:28.15   |        |
| 19.  | Michel Murroni             | Marythé Murroni         | Renault 5 Turbo         | 14:25.46 | +2:33.02   |        |
| 20.  | Jérôme Meudec              | Jean Degentili          | BMW 325i                | 14:34.36 | +2:41.52   |        |
| 21.  | Jean-Charles Silvani       | Christian Cojean        | Toyota Corolla          | 14:41.53 | +2:49.09   |        |
| 22.  | Charles Giacomoni          | Christophe Pele         | Renault 5 GT Turbo      | 14:48.34 | +2:55.50   |        |
| 23.  | César Borelli              | José Valliccioni        | Renault 5 Alpine Turbo  | 14:53.54 | +3:01.10   |        |
| 24.  | Jean-Michel Pisano         | Joseph Torre            | Volkswagen Golf GTI     | 14:59.55 | +3:07.11   |        |
| 25.  | Didier Dall'Agnol          | Joëlle Klie             | Peugeot 205 GTI         | 15:00.56 | +3:08.12   |        |
| 26.  | Max Chazot                 | Jean-Claude Boyer       | Opel Ascona             | 15:22.54 | +3:30.10   |        |
| 27.  | François-Marie Cancellieri | Eric Orazzi             | Renault 5 Alpine Turbo  | 15:33.37 | +3:40.53   |        |
| 28.  | Jean-Marc Texier           | Luc Taveneau            | Mercedes 190E 2.3 16V   | 15:47.53 | +3:55.09   |        |
| 29.  | Frédéric Baca              | Pascal Merli            | Peugeot 205 GTI         | 15:49.56 | +3:57.12   |        |
| 30.  | Gérard Boin                | André Pasturel          | Citroën Visa Trophée    | 16:38.48 | +4:46.04   |        |
| 31.  | Bernard Maurel             | Chantal Morgan          | Toyota Corolla          | 17:05.00 | +5:12.16   |        |

### ClasificaciónGrupo A
| Pos.   | Piloto           | Copiloto         | Automóvil               |
| ------ | ---------------- | ---------------- | ----------------------- |
| 1.(3.) | Ybes Loubet      | Jean-Marc Andrie | Alfa Romeo GTV6         |
| 2.(4.) | Jean Ragnotti    | Pierre Thimonier | Renault 11 Turbo        |
| 3.(8.) | Kenneth Eriksson | Peter Diekmann   | Volkswagen Golf GTI 16V |

### ClasificaciónGrupo N
| Pos.    | Piloto             | Copiloto        | Automóvil       |
| ------- | ------------------ | --------------- | --------------- |
| 1.(11.) | Patrick Bernardini | José Bernardini | BMW 325i        |
| 2.(17.) | Jean-Marie Santoni | Noël Giudicelli | Peugeot 205 GTI |
| 3.(18.) | Patrick Altana     | Hervé Mayans    | BMW 325i        |

## Campeonato
Tras la celebración del Rally de Córcega, la clasificación del campeonato no sufrió grandes cambios: Kankkunen y Alén, a pesar de no sumar puntos, conservaron sus posiciones, Bruno Saby ascendió desde la diecinueve a la tercera plaza, Francois Chatriot sumó sus primeros puntos y escaló hasta el décimo puesto, de la misma manera que Yves Loubet, que se situó décimo cuarto y Jean Ragnotti, décimo noveno. En el campeonato de constructores, Peugeot aventajó en veinte puntos a Lancia, que no sumó ningún punto en Córcega. Por su parte Volkswagen ascendía de la quinta a la cuarta plaza y Renault entraba en la clasificación como séptimo luego de sumar sus primeros puntos. La siguiente prueba en disputar fue el Rally Acrópolis, en Grecia.

### Campeonato de Pilotos

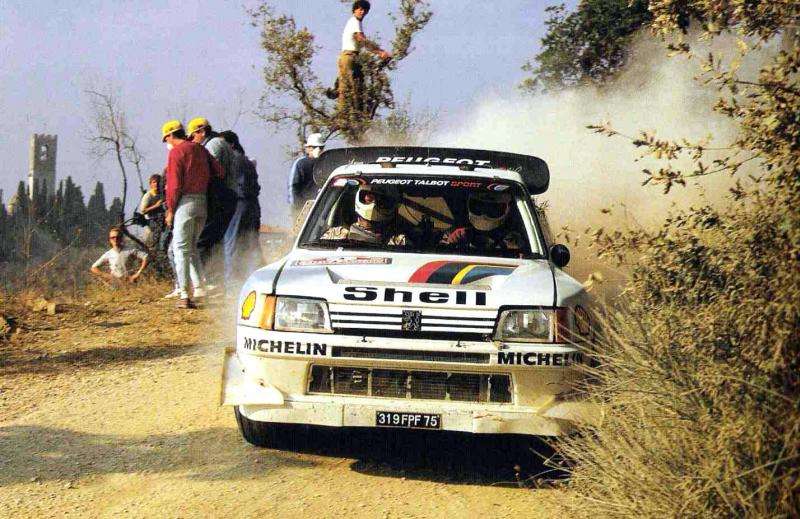
Juha Kankkunen que no había acudido a la cita corsa conservaba el liderato del mundial con nueve puntos de ventaja sobre Markku Alén que tampoco había sumado puntos en Córcega. En la imagen con el Peugeot 205 T16.

| Pos. | Piloto             | MON | SWE | POR | KEN | FRA | GRC | NZL | ARG | FIN | CIV | ITA | GBR | USA | Puntos |
| ---- | ------------------ | --- | --- | --- | --- | --- | --- | --- | --- | --- | --- | --- | --- | --- | ------ |
| 1    | Juha Kankkunen     | 5   | 1   | Ret | 5   |     |     |     |     |     |     |     |     |     | 36     |
| 2    | Markku Alén        | Ret | 2   | Ret | 3   | Ret |     |     |     |     |     |     |     |     | 27     |
| 3    | Bruno Saby         | 6   |     |     |     | 1   |     |     |     |     |     |     |     |     | 26     |
| 4    | Henri Toivonen     | 1   | Ret | Ret |     | Ret |     |     |     |     |     |     |     |     | 20     |
| 5    | Joaquim Moutinho   |     |     | 1   |     |     |     |     |     |     |     |     |     |     | 20     |
| 6    | Björn Waldegård    |     |     |     | 1   |     |     |     |     |     |     |     |     |     | 20     |
| 7    | Timo Salonen       | 2   | Ret | Ret |     | Ret |     |     |     |     |     |     |     |     | 15     |
| 8    | Carlos Bica        |     |     | 2   |     |     |     |     |     |     |     |     |     |     | 15     |
| 9    | Lars-Erik Torph    |     |     |     | 2   |     |     |     |     |     |     |     |     |     | 15     |
| 10   | Francois Chatriot  |     |     |     |     | 2   |     |     |     |     |     |     |     |     | 15     |
| 11   | Hannu Mikkola      | 3   |     |     |     |     |     |     |     |     |     |     |     |     | 12     |
| 12   | Karl Grundel       |     | 3   | Ret |     |     |     |     |     |     |     |     |     |     | 12     |
| 13   | Giovanni del Zoppo | Ret |     | 3   |     | Ret |     |     |     |     |     |     |     |     | 12     |
| 14   | Yves Loubet        |     |     |     |     | 3   |     |     |     |     |     |     |     |     | 12     |
| 15   | Walter Röhrl       | 4   |     | Ret |     |     |     |     |     |     |     |     |     |     | 10     |
| 16   | Mikael Ericsson    |     | 4   |     |     |     |     |     |     |     |     |     |     |     | 10     |
| 17   | Jorge Ortigao      |     |     | 4   |     |     |     |     |     |     |     |     |     |     | 10     |
| 18   | Erwin Weber        |     |     |     | 4   |     |     |     |     |     |     |     |     |     | 10     |
| 19   | Jean Ragnotti      |     |     |     |     | 4   |     |     |     |     |     |     |     |     | 10     |
| 20   | Kenneth Eriksson   | 9   | 7   | Ret | Ret | 8   |     |     |     |     |     |     |     |     | 9      |

### Campeonato de Constructores
| Pos. | Constructor | MON | SWE | POR | KEN | FRA | GRC | NZL | ARG | FIN | CIV | ITA | GBR | USA | Puntos |
| ---- | ----------- | --- | --- | --- | --- | --- | --- | --- | --- | --- | --- | --- | --- | --- | ------ |
| 1    | Peugeot     | 17  | 20  |     |     | 20  |     |     |     |     |     |     |     |     | 57     |
| 2    | Lancia      | 20  | 17  |     |     |     |     |     |     |     |     |     |     |     | 37     |
| 3    | Audi        | 14  | 15  |     |     |     |     |     |     |     |     |     |     |     | 29     |
| 4    | Volkswagen  | 9   | 10  |     |     | 9   |     |     |     |     |     |     |     |     | 28     |
| 5    | Toyota      |     |     |     | 20  |     |     |     |     |     |     |     |     |     | 20     |
| 6    | Ford        |     | 14  |     |     |     |     |     |     |     |     |     |     |     | 14     |
| 7    | Renault     |     |     |     |     | 14  |     |     |     |     |     |     |     |     | 14     |
| 8    | Subaru      |     |     |     | 13  |     |     |     |     |     |     |     |     |     | 13     |
| 9    | Citroën     |     | 10  |     |     |     |     |     |     |     |     |     |     |     | 10     |